# Joakim Lövgren
Anders Joakim Lövgren, född 20 oktober 1966, är en svensk travtränare och travkusk. Han är verksam vid Jägersro.
Han har tränat flera framgångsrika travhästar, bland andra Torvald Palema, Brioni, Alfas da Vinci, Illuminati, Jairo och Racing Mange. Med Brioni vann han bland annat 2011 års upplaga av Elitloppet på Solvalla.

## Segrar i större lopp

### Grupp 1-lopp
| År   | Lopp                           | Häst         | Kusk           |
| ---- | ------------------------------ | ------------ | -------------- |
| 2008 | Europeiskt femåringschampionat | Brioni       | Joakim Lövgren |
| 2010 | Kymi Grand Prix                | Brioni       | Joakim Lövgren |
| 2011 | Olympiatravet                  | Brioni       | Joakim Lövgren |
| 2011 | Elitloppet                     | Brioni       | Joakim Lövgren |
| 2018 | Långa E3, ston                 | Zara Kronos  | Joakim Lövgren |
| 2019 | Kymi Grand Prix                | Racing Mange | Joakim Lövgren |
| 2020 | Grosser Preis von Deutschland  | Oscar L.A.   | Joakim Lövgren |

### Grupp 2-lopp
| År   | Lopp                       | Häst             | Kusk           |
| ---- | -------------------------- | ---------------- | -------------- |
| 2004 | E3 Revanschen, långa       | Torvald Palema   | Joakim Lövgren |
| 2004 | E3 Revanschen, korta       | Torvald Palema   | Joakim Lövgren |
| 2005 | Fyraåringseliten           | Torvald Palema   | Joakim Lövgren |
| 2012 | H.K.H.Prins Daniels Lopp   | Brioni           | Joakim Lövgren |
| 2013 | Gulddivisionens final, feb | Strong Boy D.E.  | Joakim Lövgren |
| 2015 | Malmö Stads Pris           | Alfas da Vinci   | Joakim Lövgren |
| 2015 | Svenskt Mästerskap         | Alfas da Vinci   | Joakim Lövgren |
| 2016 | Svampen Örebro             | Executive Caviar | Björn Goop     |
| 2017 | Premio Going Kronos        | Executive Caviar | Joakim Lövgren |
| 2018 | Gulddivisionens final, dec | Jairo            | Joakim Lövgren |
| 2020 | Gulddivisionens final, maj | Racing Mange     | Joakim Lövgren |
| 2022 | Malmö Stads Pris           | Staro Leonardo   | Joakim Lövgren |

### Övriga
| År   | Lopp                                | Häst             | Kusk           |
| ---- | ----------------------------------- | ---------------- | -------------- |
| 2005 | Prix Cagnes-sur-Mer                 | Torvald Palema   | Joakim Lövgren |
| 2007 | Johan Jacobssons Minne              | Heatison         | Conrad Lugauer |
| 2008 | Prix de Pornic                      | Vanilla Sky      | Joakim Lövgren |
| 2008 | Bronsdivisionens final, okt         | Brioni           | Johnny Takter  |
| 2009 | Prix Bernard le Quellec             | Brioni           | Joakim Lövgren |
| 2009 | Prix de l'Isle sur Sorgue           | Brioni           | Joakim Lövgren |
| 2009 | Prix Themis                         | Brioni           | Joakim Lövgren |
| 2010 | Klass II-final, okt                 | Flip a Coin      | Joakim Lövgren |
| 2011 | Prix de la Tremblade                | Strong Boy D.E.  | Joakim Lövgren |
| 2012 | Prix d'Arcachon                     | Strong Boy D.E.  | Joakim Lövgren |
| 2012 | Prix de Blois                       | Strong Boy D.E.  | Joakim Lövgren |
| 2014 | Walter Lundbergs Memorial           | Alfas da Vinci   | Joakim Lövgren |
| 2014 | Östersunds Stora Stayerlopp         | Alfas da Vinci   | Joakim Lövgren |
| 2015 | Prix Ovidius Naso                   | Alfas da Vinci   | Joakim Lövgren |
| 2016 | Breeders' Crown, 2-åriga            | Executive Caviar | Joakim Lövgren |
| 2017 | Silverdivisionens final, dec        | Jairo            | Peter Ingves   |
| 2018 | Silverdivisionens final, feb        | Jairo            | Joakim Lövgren |
| 2021 | L.C. Peterson-Broddas Minneslöpning | Racing Mange     | Joakim Lövgren |
| 2022 | Klass II-final, feb                 | Piemonte         | Joakim Lövgren |
| 2022 | Diamantstoet final, maj             | Lady Beluga      | Joakim Lövgren |